# BMW M1
宝马M1（代号E26）是德國汽車生產商宝马所生產的超级跑车。1978年-1981年期間生產。由義大利知名汽車設計師喬蓋托·喬治亞羅以及吉安·保罗·达拉拉設計，搭载代号S32B35（M1 Procar为M88/1）的3.5升直列六缸自然吸气引擎和ZF的5速手动变速箱，可输出273匹马力和330牛米扭矩（Procar版输出470匹马力和390牛米扭矩）。采用管阵式车架，前后底盘为双摇臂布局，配备倍耐力的轮胎、倍适登调校的底盘、ATE的制动系统，前后重量比48:52，总计生產456辆。